# Роялист (лек крайцер, 1942)
Роялист (на английски: HMS Royalist (89) е лек крайцер на Британския Кралски флот, от времето на Втората световна война. Един от 5 крайцера на типа „Белона“.
Поръчан е по извънредната военна програма на 4 септември 1939 г. и е заложен в 	Scotts Shipbuilding & Engineering Co в Грийнок (Шотландия) на 21 март 1940 г. Крайцерът е спуснат на вода на 30 май 1942 г., ставайки единадесетият кораб носещ това име в британския флот от 1796 г. Влиза в строй на 10 септември 1943 г.
Девизът на кораба е: Loyal above all – „Предаността е над всичко“.

## История на службата
С края на строителството, на 10 септември 1943 г., крайцерът пристъпва към приемните изпитания, в хода на които са констатирани значителни дефекти. Отстраняването им заема времето до март 1944 г. В хода на това крайцерът получава система за насочване на самолети.
На 30 март крайцерът участва заедно с линкорите HMS Duke of York, HMS Anson, крайцера HMS Belfast и самолетоносача HMS Victorious в проводката на арктическия конвой JW-58 и обратния RA-58. На 3 април самолетоносачите, участващи в операцията, под ескорта на крайцерите, нанасят удар по немския линкор „Тирпиц“, стоящ в Алтен фьорде. Тази операция (операция Tungsten) е изпълнена едновременно с проводката на конвоите. На 6 април крайцерът заедно с корабите на флота се връща в Скапа Флоу.
На 10 април крайцерът провежда учения със системата за наведение на изтребителите в Скапа Флоу.
На 12 април крайцерът, заедно с крайцера HMS Sheffield, съпровожда ескортните самолетоносачи HMS Emperor и HMS Striker в операцията по атака над вражеското корабоплаване при бреговете на Норвегия. След края на операцията влиза за ремонт в Тайн. Ремонтът продължава през целия май, с края му, през юни, крайцерът преминава в Средиземно море, за участие в планирания десант в Южна Франция. В него той участва в качеството на флагман на групата ескортни самолетоносачи TG88.1, която осъществява прикритието на щурмовата фаза на (Южнофренската операция). Крайцерът изпълнява ролята на кораб за насочване на изтребителите.
На 28 август крайцерът е освободен от операция „Драгун“ и е преведен в състава на Британските сили в Егейско море. В началото на септември действа северно от Крит, подсигурява прикритието на действията на ескортните самолетоносачи, прихващащи евакуиращите се от островите.
На 15 септември съвместно с разрушителя HMS Teazer прихваща и потопява малкия КТ-транспорт Erpel и противолодъчния корабUJ2171 при нос Spatha (Спата или Спада, на гръцки: Ακρωτήριο Σπάθα) на северозападния край на Крит (операция Outing I).
На 24 септември прикрива ескортните самолетоносачи HMS Emperor, HMS Hunter, HMS Khedive, HMS Pursuer, HMS Searcher и HMS Stalker в операциите по освобождаване на Егейските острови и материкова Гърция (операция Manna).
На 12 октомври заедно с крайцерите HMS Orion, HMS Ajax, HMS Black Prince, HMS Argonaut, HMS Aurora и HMS Colombo съпровожда ескортни самолетоносачи и провежда обстрел на крайбрежието. На 30 октомври след края на операцията пристига в Александрия.
През ноември и декември 1944 г. крайцерът действа в източното Средиземноморие, като се предполага използването му в състава на Източния флот. През януари 1945 г. „Роялист“ преминава ремонт в Александрия.
През февруари той прави преход за Цейлон и през март влиза в състава на 21-ва дивизия самолетоносачи.
На 23 април участва в подсигуряването на военната операция в източните Индии, съпровождайки ескортните самолетоносачи HMS Hunter, HMS Stalker, HMS Emperor, HMS Khedive. На 27 април заедно с крайцера HMS Phoebe прикрива 21-ва ескадра самолетоносачи по време на десанта в Рангун (операция Dracula). На 4 май съпровожда ескортните самолетоносачи по време на техните удари по корабите при бреговете на Tenasserim и аеродруми.
На 10 май съпровожда ескортните самолетоносачи по време на търсенето при Прохода на 1,5 градус на японски кораби, евакуиращи се от Никобарските и Андаманските острови. На 11 май участва при авиационния удар по Кар Никобар. На 14 май се разполага при Пролива на шестия градус за прихващане на японски кораби с разрушителите на 26-та флотилия. Ескорта е усилен от крайцера HMS Cumberland (операция Mitre). Тази операция завършива с потопяването на японския тежък крайцер Хагуро. На 16 май прикрива авиационния удар на ескортните самолетоносачи HMS Hunter и HMS Khedive по Андаманските острови.
На 20 юни съпровожда ескортните самолетоносачи HMS Stalker, HMS Khedive и HMS Ameer, съвместно с крайцера HMS Suffolk и 5 разрушителя. Самолетоносачите осъществяват ред въздушни операции, включая удари по летища и корабоплаването при бреговете на Суматра. Също така е проведен и разузнавателен полет над южна Малая (операция Balsam).
През юли изпълнява подобни действия при бреговете на Малая, в рамките на планиращия се там десант (операция Zipper). През август започва приджижването към мястотот на десанта, но операцията е отложена по настояване на САЩ.
На 9 септември „Роялист“ прикрива ескортните самолетоносачи на 21-ва авионосна ескадра съвместно с линкорите HMS Nelson, Richelieu и крайцерите HMS Ceylon, HMS Cleopatra и HMS Nigeria. На 11 септември присъства в Сингапур на церемонията по капитулацията, с което Втората световна война за крайцера завършва.

### Следвоенна служба
„Роялист“ се връща във Великобритания и е изведен в резерва през януари 1946 г. Корабът се намира в него до 1956 г., когато е модернизиран и с края на модернизацията, на 9 юли 1956 г. е предаден на Кралския флот на Нова Зеландия.
10 години крайцерът изпълнява ролята на флагмански кораб на новозеландския флот, след което е върнат на Royal Navy през 1967 г. Корабът е писан за утилизация и продаден на японската компания Nissho Co. На 31 декември 1967 г. той напуска Окланд (Нова Зеландия) и през януари 1968 г. пристига в Осака на разкомплектоване.

## В културата
Използван е като прототип на крайцера Ulysses в книгата на Алистър Маклейн „Крайцерът „Юлисис““. Именно на „Роялист“, от 1943 до 1946 г., служи авторът.

## Коментари
1. ↑  Всички данни се привеждат към момента на влизане в строй.